# Swintonia schwenkii
Swintonia schwenkii är en sumakväxtart som först beskrevs av Teijsm. & Binn., och fick sitt nu gällande namn av Teijsm. & Binn.. Swintonia schwenkii ingår i släktet Swintonia och familjen sumakväxter. Inga underarter finns listade i Catalogue of Life.